# Natale Tulli
Natale Tulli (Roma, 22 dicembre 1929 – Roma, 16 luglio 2014) è stato un attore italiano caratterista.

## Biografia
Dotato di una corporatura robusta, Natale Tulli ha rappresentato nell'ambiente cinematografico lo stereotipo dell'uomo rude e violento fin dai suoi esordi negli anni sessanta, prima nel filone del genere mitologico e poi in seguito nella commedia all'italiana. I ruoli maggiormente interpretati sono quasi sempre stati personaggi abbastanza comuni che necessitavano di una forza marcata accompagnata spesso dall'ignoranza e dal turpiloquio.
Tulli non faceva l'attore di professione: lavorava infatti presso il Ministero di grazia e giustizia, e quando lo chiamavano Federico Fellini o Marco Risi per qualche comparsata prendeva le ferie e se ne "annava a fa' le pose".
Tra i suoi ruoli più rilevanti si possono ricordare: Il maggiordomo Giulio Cesare del macellaio Amleto nel film Dramma della gelosia (tutti i particolari in cronaca), Albino, lo scagnozzo di Gregorio Sella in Giallo napoletano (1979), Bastiano, il contadino dai modi rozzi in Occhio, malocchio, prezzemolo e finocchio (1983), il vigoroso massaggiatore della Marchigiana in Mezzo destro mezzo sinistro - 2 calciatori senza pallone (1985), Asdrubale Caponi, il convivente di Teresa in I soliti ignoti vent'anni dopo (1985), il corpulento maggiordomo della famiglia Bovi in Rimini Rimini (1987), il robivecchi Sor Quinto de Il branco (1994), ed infine l'agente cinematografico conosciuto come "Frank Sinatra" in Febbre da cavallo - La mandrakata (2002).
L'aggravarsi delle sue condizioni di salute lo portano al decesso nel luglio del 2014, ad 84 anni, dopo alcuni anni di assenza dall'ambiente cinematografico.

## Filmografia
- Barabba, regia di Richard Fleischer (1961)
- Romolo e Remo, regia di Sergio Corbucci (1961)
- Il sorpasso, regia di Dino Risi (1962)
- Cleopatra, regia di Joseph L. Mankiewicz (1963)
- Il Gattopardo, regia di Luchino Visconti (1963)
- Fellini Satyricon, regia Federico Fellini (1969)
- La collina degli stivali, regia di Giuseppe Colizzi (1969)
- Terzo canale - Avventura a Montecarlo, regia di Giulio Paradisi (1970)
- Dramma della gelosia - Tutti i particolari in cronaca, regia di Ettore Scola (1970)
- I due della F. 1 alla corsa più pazza, pazza del mondo, regia di Osvaldo Civirani (1971)
- I due figli dei Trinità, regia di Osvaldo Civriani (1972)
- Roma, regia di Federico Fellini (1972)
- Amarcord, regia di Federico Fellini (1973)
- Un genio, due compari, un pollo, regia di Damiano Damiani (1975)
- La mazzetta, regia di Sergio Corbucci (1978)
- Tesoromio, regia di Giulio Paradisi (1979)
- Giallo napoletano, regia di Sergio Corbucci (1979)
- Il casinista, regia di Pier Francesco Pingitore (1980)
- Fracchia la belva umana, regia di Neri Parenti (1981)
- Paulo Roberto Cotechiño centravanti di sfondamento, regia di Nando Cicero (1983)
- Occhio, malocchio, prezzemolo e finocchio, regia di Sergio Martino (1985)
- Mezzo destro mezzo sinistro - 2 calciatori senza pallone, regia di Sergio Martino (1985)
- I soliti ignoti vent'anni dopo, regia di Amanzio Todini (1983)
- Rimini Rimini, regia di Sergio Corbucci (1987)
- Fratelli d'Italia, regia di Neri Parenti (1989)
- Il branco, regia di Marco Risi (1994)
- Camerieri, regia di Leone Pompucci (1995)
- L'ultimo capodanno, regia di Marco Risi (1998)
- L'odore della notte, regia di Claudio Caligari (1998)
- Non dire gatto, regia di Giorgio Tirabassi (2001)
- Febbre da cavallo - La mandrakata, regia di Carlo Vanzina (2002)